# Alianza militar anglo-polaca
La alianza militar anglo-polaca hace referencia al pacto realizado entre Reino Unido y la Segunda República Polaca formalizada a través de un acuerdo firmado por ambos países en 1939 y sus adendas consecuentes en 1940 y 1944 para ayuda mutua en caso de una invasión militar alemana, especificada en un protocolo secreto.

## Garantía británica a Polonia

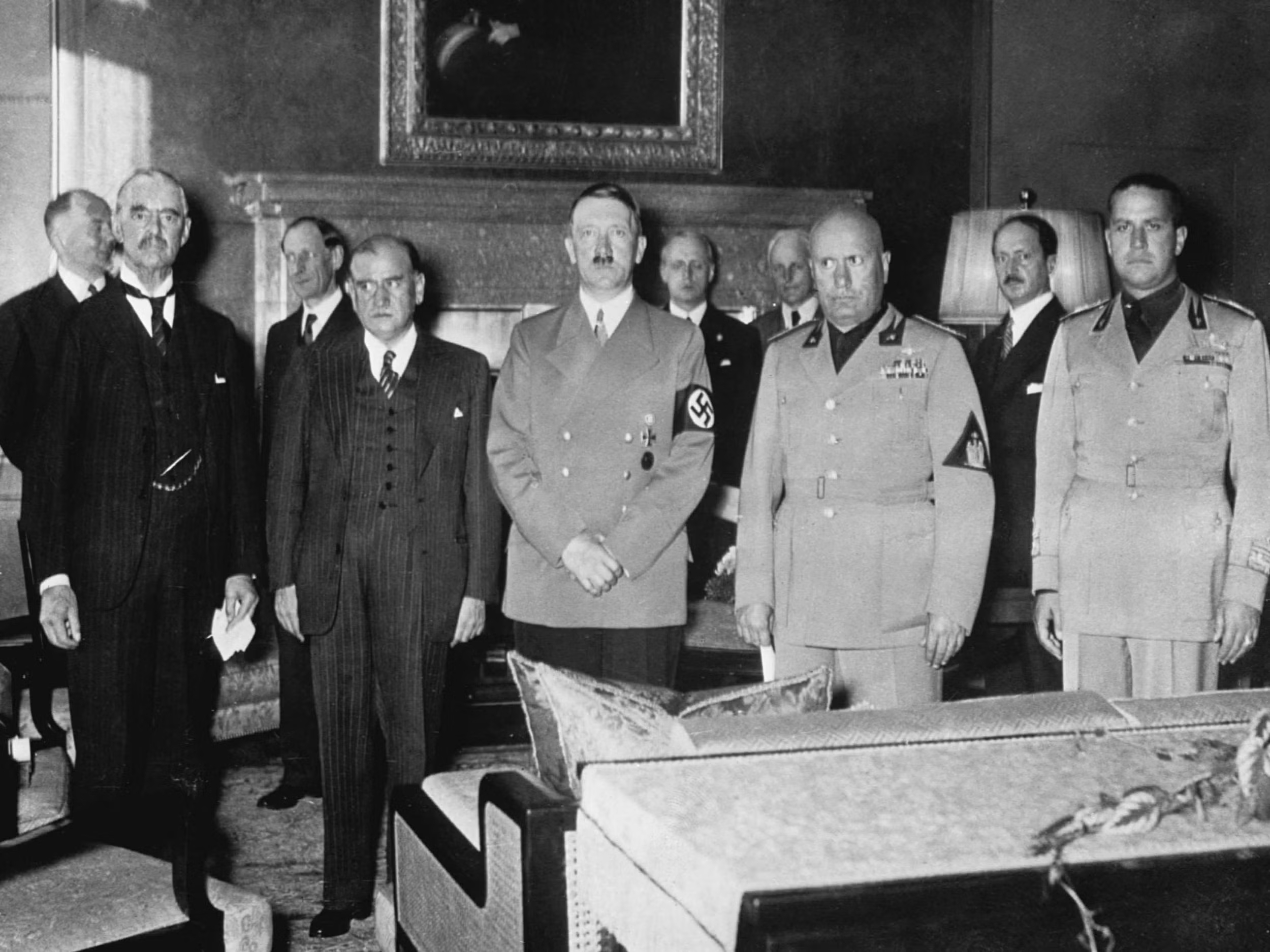
La alianza se rompió de manera formal cuando Varsovia fue capturado por la Alemania Nazi.

Como respuesta al desafío de la Alemania Nazi de los acuerdos de Múnich y la ocupación alemana de Checoslovaquia, el 31 de marzo de 1939 el Reino Unido se comprometió, junto con Francia, a apoyar y garantizar la independencia de Polonia.
El 6 de abril, durante la visita del ministro de Asuntos Exteriores polaco a Londres, se acordó durante las negociaciones formalizar la garantía como una alianza militar anglo-polaca. Esta garantía se extendió a Grecia y Rumanía el 13 de abril debido a la invasión italiana de Albania.